# Эванс, Чед
Чедуин Майкл «Чед» Эванс (англ. Chedwyn Michael "Ched" Evans; 28 декабря 1988, Сент-Асаф) — валлийский футболист, нападающий клуба «Престон Норт Энд».

## Карьера

### Клубная
Ранее игрок выступал за английские «Манчестер Сити», «Норвич Сити» и «Шеффилд Юнайтед». Начинал свою карьеру в молодёжном составе «Манчестер Сити», в 2007 году оказался в основной команде. В период с 21 ноября 2007 до 1 января 2008 года играл на правах аренды за «Норвич Сити». За это время сыграл 28 матчей и забил 10 голов. Летом 2009 года был выставлен на трансфер. В итоге игрока купил «Шеффилд Юнайтед» за 3 миллиона фунтов стерлингов.
Дебютировал за «клинков» в первой игре сезон 2009/10 против «Мидлсбро», закончившейся со счётом 0:0. В сезоне 2009/10 провёл за «Шеффилд Юнайтед» 36 матчей, забил 4 гола. В следующем сезоне он стал лучшим бомбардиром команды с 9 мячами.
Отбыв тюремный срок, перешёл в «Честерфилд» в начале сезона 2016/17.

### В сборной
В сборной дебютировал при Джоне Тошаке 28 мая 2008 в игре против Исландии и забил в том матче единственный гол.

## Личная жизнь
20 апреля 2012 года Чед Эванс был признан виновным по обвинению в изнасиловании и приговорён судом к пяти годам тюрьмы. 17 октября 2014 года был досрочно освобождён. Под давлением общественности руководство клуба запретило ему тренироваться с командой.